# Hésingue
Hésingue là một xã trong tỉnh Haut-Rhin, thuộc vùng Grand Est của nước Pháp, có dân số là 1921 người (thời điểm 1999). Xã nằm về phía nam của Cảng hàng không Basel Mulhouse Freiburg, gần biên giới với Thụy Sĩ.

## Thông tin nhân khẩu
| 1962  | 1968  | 1975  | 1982  | 1990  | 1999  |
| ----- | ----- | ----- | ----- | ----- | ----- |
| 1.461 | 1.499 | 1.657 | 1.632 | 1.713 | 1.921 |